# La Taverna della libertà
La Taverna della libertà is een Italiaanse film uit 1950, geregisseerd door Maurice Cam. Opmerkelijk voor deze film is dat het dialoog in het Frans is. 

## Cast
| Acteur             | Personage |
| ------------------ | --------- |
| Umberto Spadaro    |           |
| André Le Gall      |           |
| Jacqueline Plessis |           |
| Giulio Stival      |           |
| Jone Salinas       |           |
| Memo Benassi       |           |
| Armando Migliari   |           |
| Enrico Glori       |           |
| Gianni Santuccio   |           |
| Marco Vicario      |           |